# Лафт, Лорна
Ло́рна Лафт (англ. Lorna Luft; род. 21 ноября 1952, Санта-Моника, Калифорния) — американская актриса, писательница и певица.

## Биография
Лорна Лафт родилась 21 ноября 1952 года в Санта-Монике (штат Калифорния, США) в семье продюсера Сидни Лафта (1915—2005) и актрисы Джуди Гарленд (1922—1969), которые были женаты в 1952—1965 годы. У Лорны есть младший брат — актёр и продюсер Джоуи Лафт (род. 1955), старшая единоутробная сестра — актриса Лайза Миннелли (род. 1946), и старший единокровный брат Джон Майкл Лафт (род. 1948). Её крёстным отцом стал певец Фрэнк Синатра. Она окончила Лос-Анджелесскую высшую школу и участвовала в школьном хоре в последний год учёбы.
Лафт дебютировала в шоу-бизнесе в возрасте 11 лет, спев «Santa Claus Is Coming to Town» в рождественском эпизоде 1963 года телесериала её матери «Шоу Джуди Гарленд» на CBS. В этом эпизоде также появились её сестра Лайза и брат Джоуи.
Начиная с 1963 года, она появилась в 18 фильмах и телесериалах.
Лафт является автором книги «Я и мои тени: Семейные мемуары» (1998). Среди её откровений было то, что у неё был роман с Барри Манилоу в 1971 году. В 2001 году эта книга была адаптирована в мини-сериал «Жизнь с Джуди Гарленд: Я и мои тени». В этом сериале сыграли Джуди Дэвис (взрослая Джуди), Тэмми Бланчард (юная Джуди), Хью Лори (Винсент Миннелли), Виктор Гарбер (Сидни Лафт) и Марша Мейсон (Этель Гамм). В 2001 году она, как одна из создателей сериала, была номинирована на Прайм-таймовую премию «Эмми» в номинации «Выдающийся мини-сериал».

## Личная жизнь

### Браки и дети
В 1977—1993 годы Лорна была замужем за музыкантом Джейком Хукером (1953—2014). В этом браке у них родилось двое детей — Джесси Ричардс Хукер (род. в апреле 1984) и дочь Ванесса Ричардс Хукер (род. в сентябре 1990).
С 14 сентября 1996 года Лорна замужем во второй раз за Колином Фрименом.

### Болезнь
17 декабря 2012 года Лафт обнаружила комок на правой груди. «Я была в полном отрицании», — вспоминает Лафт. Через три недели её рентгенолог сообщил ей, что у неё рак молочной железы 2-й степени. Она позвонила своему близкому другу Барри Манилоу, который помог ей связаться с онкологом Дэвидом Агесом. Просмотрев результаты тестов, Агес сказал ей: «Я смотрю на вашу биопсию, и я могу сказать Вам прямо сейчас, Лорна, с Вами всё будет в порядке». Чтобы сохранить свою грудь, Лафт выбрала люмпэктомию с последующей адъювантной химиотерапией и радиацией. Она закончила свой последний курс химиотерапии в 2013 году.
В июне 2015 года Лафт обнаружила, что её рак вернулся. Вследствие этого, её британский тур с «Джуди — Песенник Джуди Гарленд» завершился раньше, 11 июля, а Лафт вернулась в Соединённые Штаты для хирургического лечения.
9 марта 2018 года, во время своего спектакля в Лондоне, Лафт забыла свои слова и монолог, а затем, за кулисами, потеряла сознание. Она была доставлена в местный госпиталь, а позже ей был поставлен диагноз опухоль головного мозга. В конце марта ей сделали операцию по удалению опухоли, которая прошла успешно, после чего она выздоровела.

## Фильмография
| Год       |    | Русское название                                          | Оригинальное название                                 | Роль                          |
| --------- | -- | --------------------------------------------------------- | ----------------------------------------------------- | ----------------------------- |
| 1973      | с  | Любовь по-американски                                     | Love, American Style                                  | Марджи Карри                  |
| 1975      | с  | МакКлауд                                                  | McCloud                                               | Марлин Морган                 |
| 1982      | ф  | Бриолин 2                                                 | Grease 2                                              | Полетт                        |
| 1984      | ф  | Солнце, море и парни                                      | Where the Boys Are                                    | Кэрол Сингер                  |
| 1985      | с  | Сумеречная зона                                           | The Twilight Zone                                     | Шейла Каннингем               |
| 1985—1986 | с  | Охотник Джон                                              | Trapper John, M.D.                                    | Медсестра Либби Кеглер        |
| 1985—1990 | с  | Она написала убийство                                     | Murder, She Wrote                                     | Пэтти Бристоль / Пэтси Дюмонт |
| 1986      | с  | Сказки темной стороны                                     | Tales from the Darkside                               | Кристин Мэтьюз                |
| 1995      | с  | Каролина в Нью-Йорке                                      | Caroline in the City                                  | Турагент Минди                |
| 1995      | с  | Няня                                                      | The Nanny                                             | кузина Сьюзан                 |
| 1998      | ф  | Мой гигант                                                | My Giant                                              | Джоанн                        |
| 1998      | ф  | Студия 54                                                 | 54                                                    | клиентка Илейн                |
| 2007—2009 | мс | Рик и Стив — самая счастливая гомосексуальная пара в мире | Rick & Steve the Happiest Gay Couple in All the World | Джоанна                       |
| 2014      | с  | Шон спасает мир                                           | Sean Saves the World                                  | Фрэнсин                       |

## Дискография

### Синглы
| Year | Title                                                                                | Label                 |
| ---- | ------------------------------------------------------------------------------------ | --------------------- |
| 1973 | «Our Day Will Come» / «Is It Really Love At All»                                     | Epic Records          |
| 1978 | «Head Over Heels» / «I Did It All For Love»                                          | Private Stock Records |
| 1981 | «Long Time» / «Something’s Got A Hold On My Heart»                                   | DJM Records           |
| 1981 | «Get It Up» / «A Few Dollars More»                                                   | Silver Blue Records   |
| 1984 | «Where the Boys Are» / «Prove Me Wrong»                                              | Silver Blue Records   |
| 1984 | «The Whole World’s Goin' Crazee» / «Jesse’s Theme»                                   | Silver Blue Records   |
| 1989 | «Born Again» / «Born Again (instrumental)»                                           | Dessca Records        |
| 1995 | «Have Yourself a Merry Little Christmas» (with Judy Garland) / «The Nearness of You» | Carlton Sounds        |
| 2011 | «When You Wish Upon a Star» (digital single)                                         | Silver Blue Records   |

### Альбомы
| Year | Title                     | Label               | Notes      |
| ---- | ------------------------- | ------------------- | ---------- |
| 2007 | Songs My Mother Taught Me | First Night Records | UK release |

### DVD
| Year | Title                                                                       | Label                 |
| ---- | --------------------------------------------------------------------------- | --------------------- |
| 2002 | Judy Garland: The Concert Years                                             | Kultur Video          |
| 2002 | Life with Judy Garland: Me and My Shadows                                   | Alliance Films        |
| 2007 | Rufus! Rufus! Rufus! Does Judy! Judy! Judy!: Live from the London Palladium | Geffen Records        |
| 2009 | Lorna Luft: Live in Oz                                                      | Ovation Entertainment |
| 2012 | Jerry Herman’s Broadway at the Hollywood Bowl                               | Image Entertainment   |

### Совместные альбомы и сборники
| Year | Title                                                                      | Label                      | Song(s)                                                             |
| ---- | -------------------------------------------------------------------------- | -------------------------- | ------------------------------------------------------------------- |
| 1967 | Judy Garland at Home at the Palace: Opening Night (live concert recording) | ABC Records                | «Bob White», «Jamboree Jones», «Together (Wherever We Go)»          |
| 1982 | Grease 2 (film soundtrack)                                                 | RSO Records                | Several tracks with cast of Grease 2                                |
| 1990 | George & Ira Gershwin’s Girl Crazy (cast soundtrack)                       | Elektra Nonesuch Records   | «Sam and Delilah», «I Got Rhythm», «Boy! What Love Has Done To Me!» |
| 1991 | The Christmas Album… A Gift of Hope (various artists)                      | Children’s Records         | «A Gift of Hope»                                                    |
| 1992 | Cole Porter: Centennial Gala Concert (live concert recording)              | Teldec Records             | «Blow, Gabriel, Blow»                                               |
| 1996 | Stairway to the Stars (live concert recording)                             | First Night Records        | «Not Even Nominated» (Medley)                                       |
| 1998 | Rick Derringer & Friends (live concert recording)                          | King Biscuit Entertainment | Several tracks with Rick Derringer and other artists                |
| 2007 | Rufus Does Judy at Carnegie Hall (live concert recording)                  | Geffen Records             | «After You’ve Gone» (with Rufus Wainwright)                         |
| 2011 | Matt Dusk: Live from Las Vegas (live concert recording)                    | Royal Crown Records        | «You're Nobody till Somebody Loves You» (with Matt Dusk)            |

### Другие записи
| Year | Song(s)                              | Role              | Notes                                                                        |
| ---- | ------------------------------------ | ----------------- | ---------------------------------------------------------------------------- |
| 1979 | «Accidents Never Happen»             | Background vocals | - Eat to the Beat album by Blondie released on Chrysalis Records             |
| 1979 | «Slow Motion»                        | Background vocals | - Eat to the Beat album by Blondie released on Chrysalis Records             |
| 1980 | Several tracks (with Hilly Michaels) | Background vocals | - Calling All Girls album by Hilly Michaels released on Warner Bros. Records |
| 1984 | Several tracks (with Adrian Zmed)    | Background vocals | - Adrian Zmed EP by Adrian Zmed released on Attic Records                    |